# Боргорозе
Боргорозе, Борґорозе (італ. Borgorose) — муніципалітет в Італії, у регіоні Лаціо, провінція Рієті.
Боргорозе розташоване на відстані близько 75 км на північний схід від Рима, 38 км на південний схід від Рієті.
Населення — 4605 осіб (2014).

## Демографія
Населення за роками:

Станом на 1 січня 2023 року в муніципалітеті офіційно проживав 201 іноземець з 26 країн, серед них 139 громадян країн Євросоюзу та 11 громадян України.

## Сусідні муніципалітети
- Л'Аквіла
- Луколі
- Мальяно-де'-Марсі
- Пескорокк'яно
- Санте-Маріє
- Торнімпарте